# Syrdenus
Syrdenus is een geslacht van kevers uit de familie van de loopkevers (Carabidae). De wetenschappelijke naam van het geslacht is voor het eerst geldig gepubliceerd in 1828 door Dejean.

## Soorten
Het geslacht Syrdenus omvat de volgende soorten:
- Syrdenus debilis Kryzhanovskij et Mikhailov, 1971
- Syrdenus filiformis (Dejean, 1828)
- Syrdenus grayii (Wollaston, 1862)
- Syrdenus pallens Andrewes, 1935
- Syrdenus persianus Morvan, 1973